# Taeniolella breviuscula
Taeniolella breviuscula är en lavart som först beskrevs av Berk. & M.A. Curtis, och fick sitt nu gällande namn av S. Hughes 1958. Taeniolella breviuscula ingår i släktet Taeniolella och familjen Mytilinidiaceae.   Inga underarter finns listade i Catalogue of Life.